# هنینگن

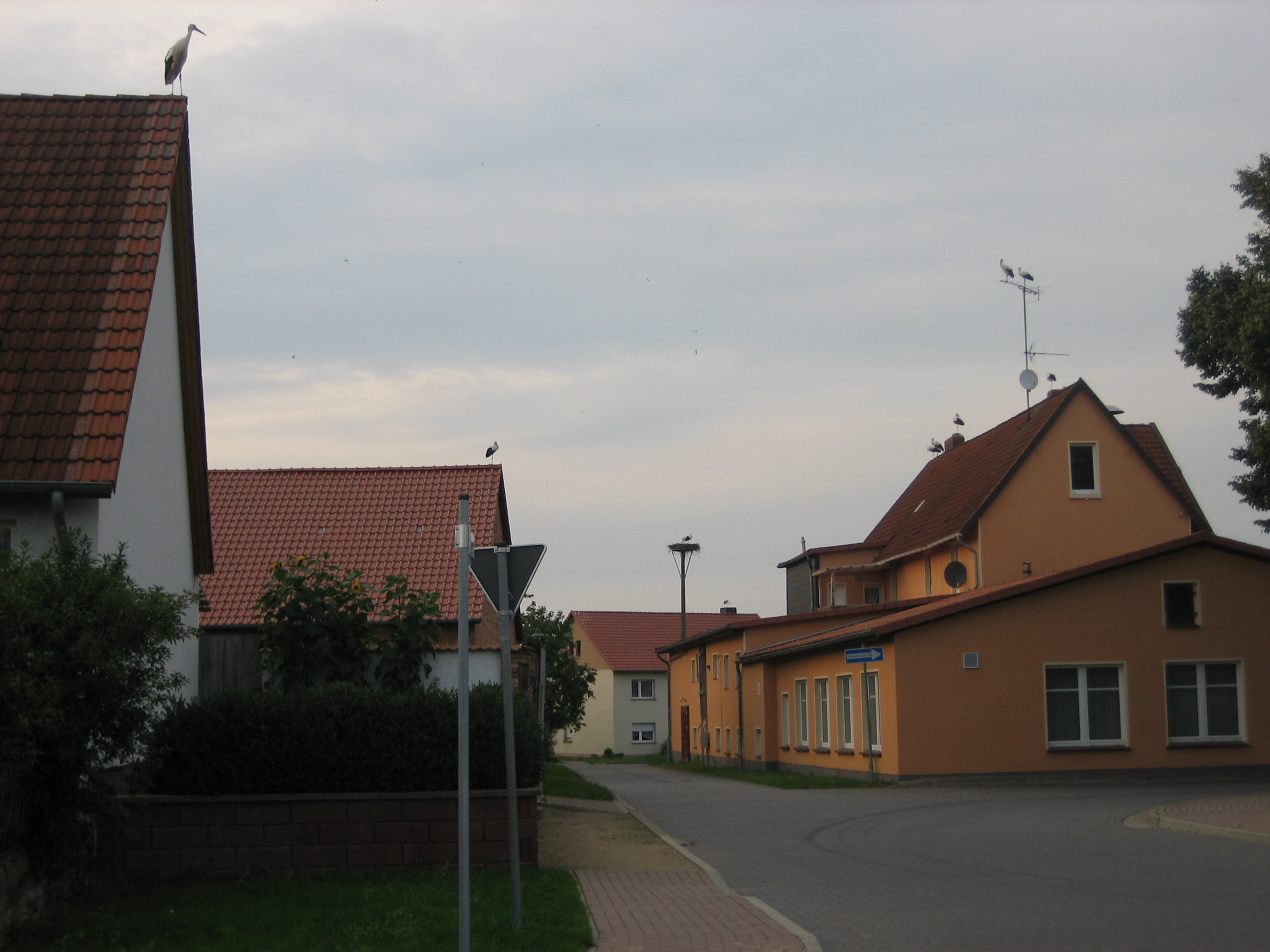
منطقه مسکونی در آلمان

هنینگن (به آلمانی: Henningen) یک منطقهٔ مسکونی در آلمان است که در زالتسودل واقع شده‌است.
 هنینگن  ۷۰۳ نفر جمعیت دارد.